# Lophopoeum carinatulum
Lophopoeum carinatulum là một loài bọ cánh cứng trong họ Cerambycidae.